# Gedenkstätte „Pfarrei Rothenbaum im Böhmerwald“

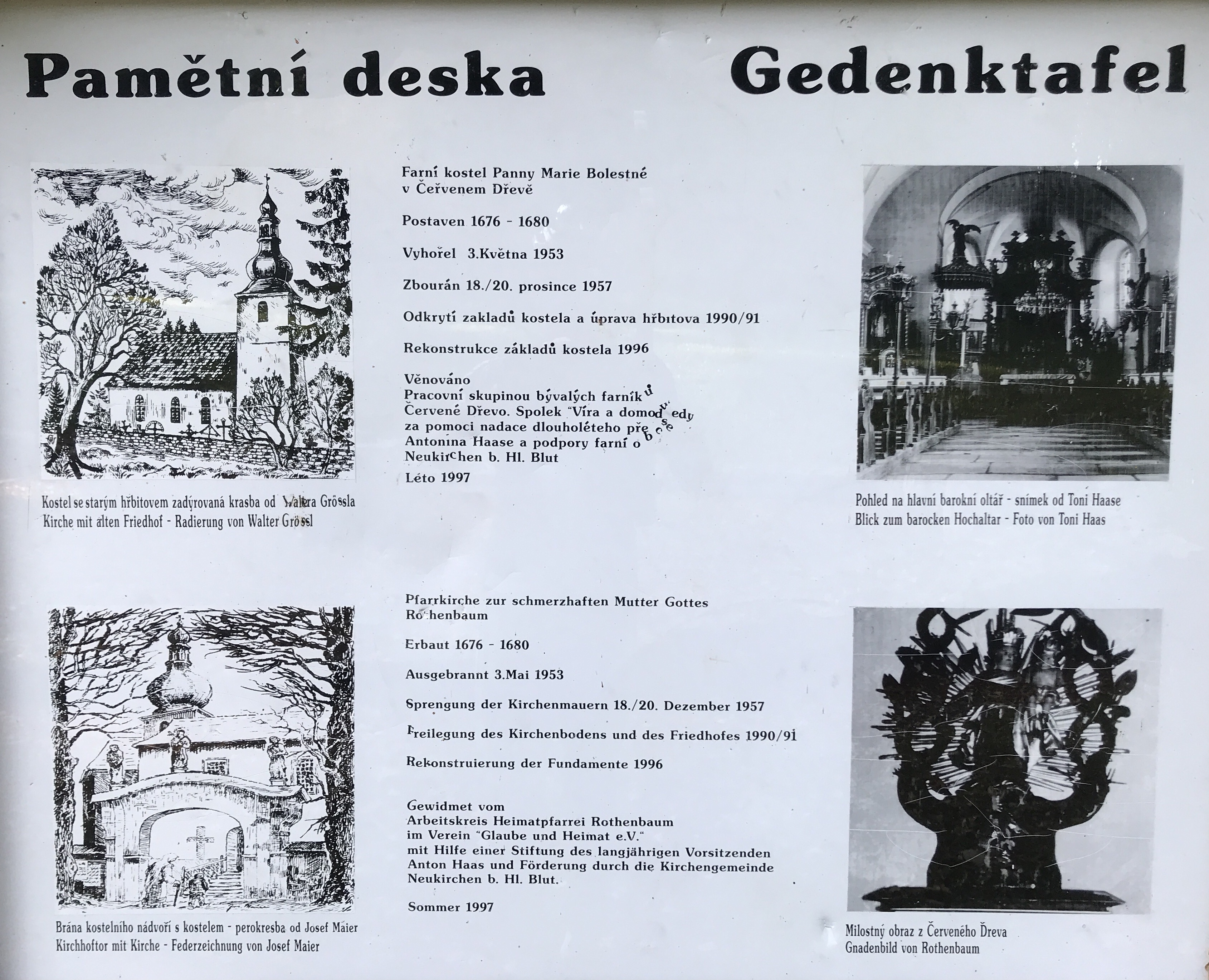
Infotafel der Gedenkstätte

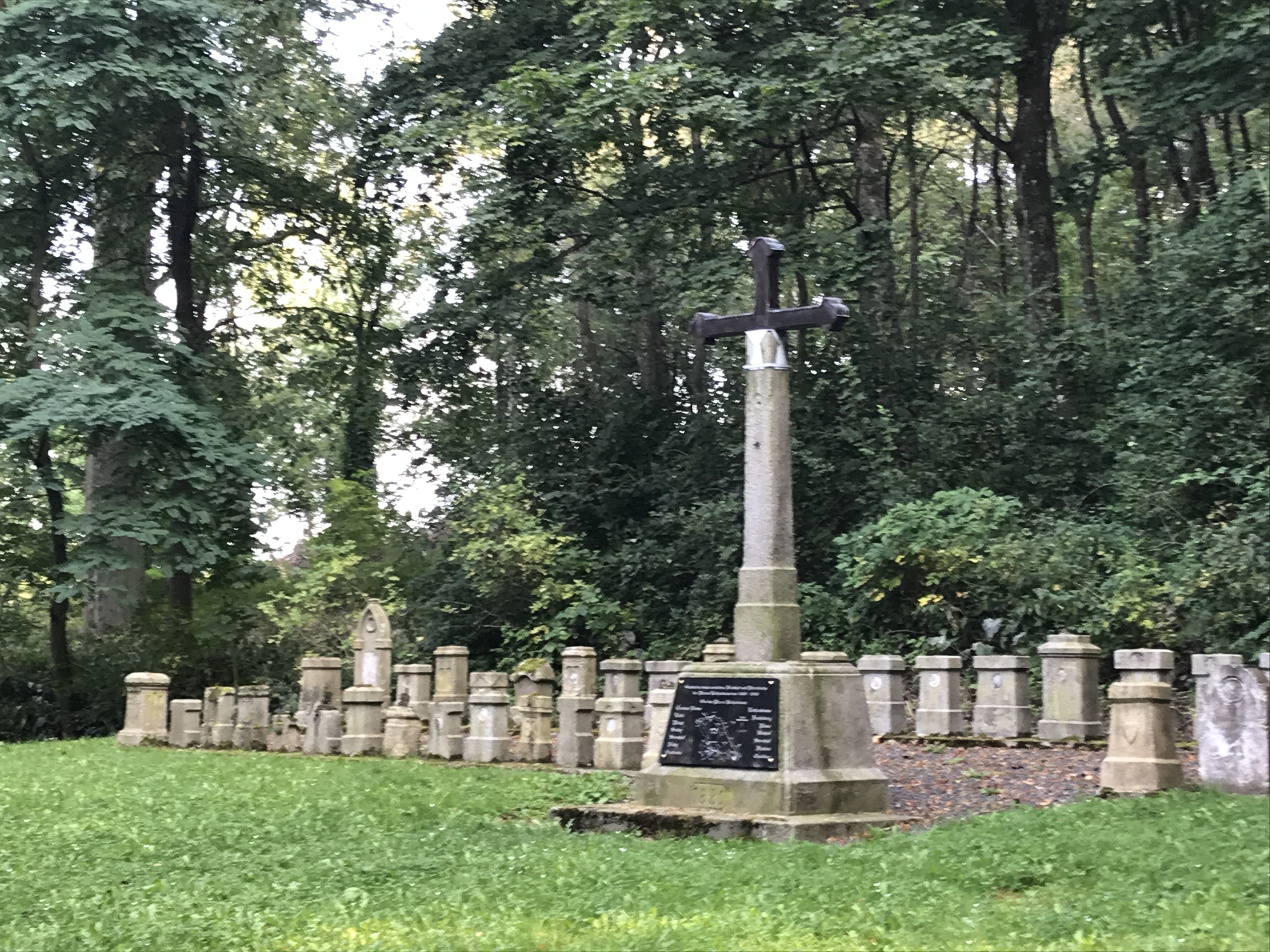
Friedhofsgelände

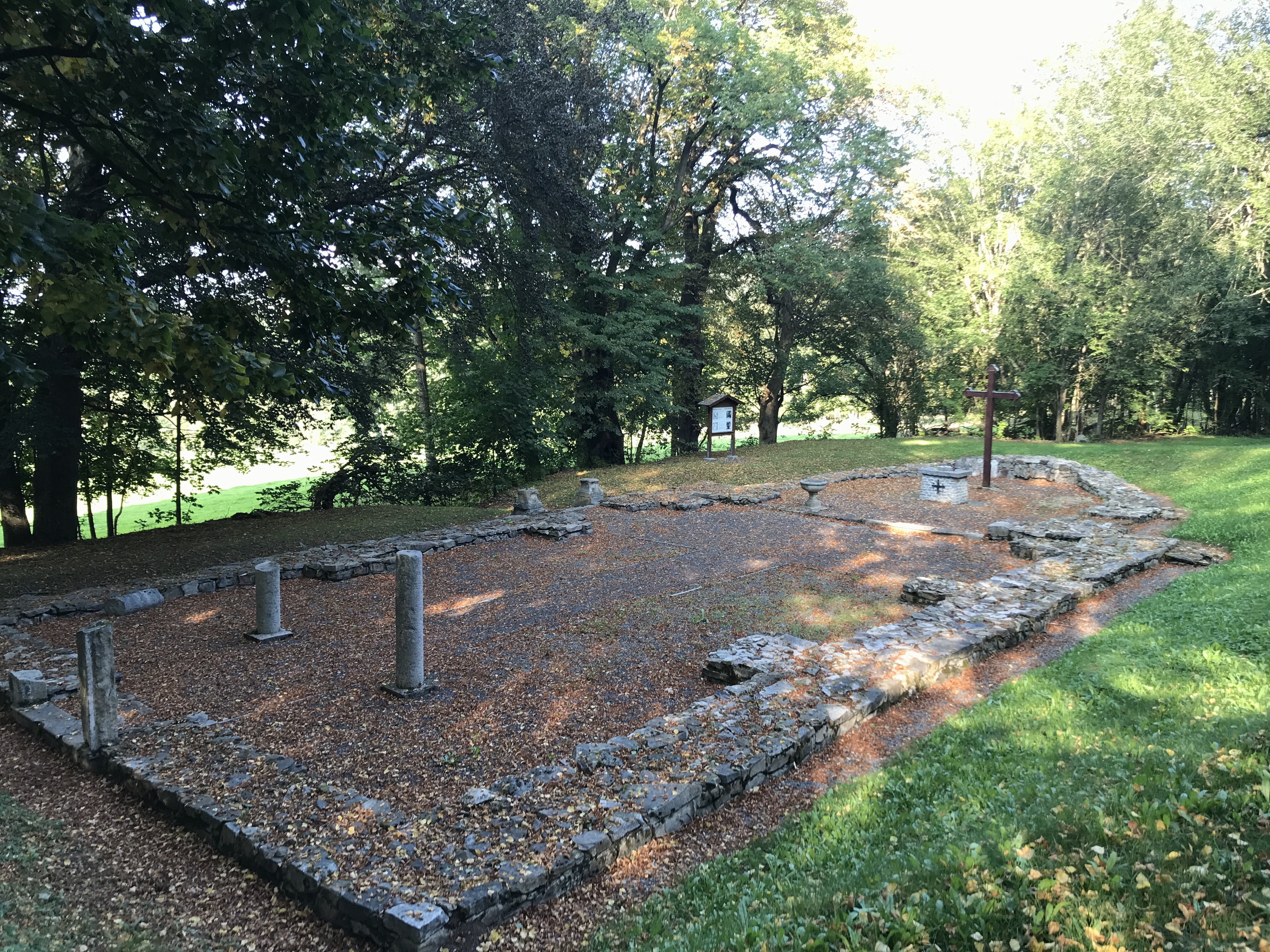
Grundmauern der Kirche

Die ehemalige Pfarrei Rothenbaum lag in Rothenbaum (tschechisch Červené Dřevo) im Böhmerwald in der Nähe der Grenze zu Bayern. Heute gehört das Gebiet zur Gemeinde Chudenín im Okres Klatovy in Tschechien.

## Geschichte
Die Kirche in Rothenbaum und die Pfarrei Rothenbaum waren über Jahrhunderte das religiöse Zentrum der umliegenden Dorfbewohner. Im Laufe der Zeit wechselte die politische Zugehörigkeit mehrmals zwischen Böhmen und Bayern. In der Folge des Zweiten Weltkrieges wurden die Bewohner der zugehörigen Dörfer 1945/46 aus ihren Häusern vertrieben. Wegen der nahen Grenze zur Bundesrepublik Deutschland bzw. zu Bayern und der damit verbundenen Errichtung der Grenzbefestigungen, die nachfolgend als Eiserner Vorhang bezeichnet wurden, wurden nach dem Februarumsturz, der zur Machtübernahme durch die Kommunisten führte, in den 1950er und 1960er Jahren die meisten Häuser und Gebäude in Grenznähe devastiert. Die der Schmerzensmutter geweihte Kirche sowie der Pfarrhof brannten am 3. Mai 1953 aus. 1957 wurden die Ruinen beseitigt. Zugleich wurde der Friedhof vernichtet.
Von 1960 bis zur Samtenen Revolution 1989 war das Kirchen- und Friedhofsgelände der Natur überlassen, und Sträucher und Bäume überwucherten das Gebiet. Nach dem Fall des Eisernen Vorhangs 1989 konnten die Grundmauern der Kirche freigelegt und das Gelände als Gedenkstätte dauerhaft der Öffentlichkeit zugänglich gemacht werden. Etliche der Grabsteine vom ursprünglichen Friedhof konnten restauriert werden und sind auf dem Gelände der Gedenkstätte aufgestellt.

## Geschichte der Pfarrei Rothenbaum
Rothenbaum war die Nachbarpfarrei des oberpfälzischen Neukirchen beim Heiligen Blut. Siedler aus den angrenzenden bayerischen Gebieten folgten um 1600 dem Ruf der Stadt Taus, rodeten den Grenzwald und legten die Dörfer an, aus denen im Jahr 1676 die „Pfarrei Rothenbaum“ gebildet wurde. Vier Jahre später wurde die Kirche geweiht. Zur Pfarrei gehörten die Orte Hadruwa, Chudiwa, Weberhof, Lindlhof, Ratschin, Bernhof, Flecken, Fuchsberg, Plöß, Friedrichsthal, Hirschau und Springenberg. Hundert Jahre später wurden die zu Böhmen geschlagenen bayerischen Orte Heuhof und Sternhof eingepfarrt. Nach der Gründung der Pfarrei Hirschau und Eingliederung entlegener Orte in Nachbarpfarreien verblieben bei der Pfarrei Rothenbaum die Gemeinden Chudiwa, Flecken, Fuchsberg, Heuhof und Plöß. Die Einwohner führten die Dörfer zu beachtlicher Blüte. Ackerbau und Viehzucht erreichten einen hohen Stand. Das Handwerk war eine wichtige Erwerbsquelle. Nach 350 Jahren kam das Ende dieses blühenden Gemeinwesens. Die 1500 Bewohner der fünf Dörfer der Pfarrei wurden vertrieben, ihre Dörfer verfielen oder wurden dem Erdboden gleichgemacht.